# À Sombra Desta Mangueira
À Sombra Desta Mangueira é um livro do pedagogo Paulo Freire publicado em 1995.
Escrito como livro de memórias no final da vida do autor, À Sombra Desta Mangueira traz suas reflexões embaixo da árvore do quintal da infância e como essa vivência na terra nordestina lhe deu suporte para sua formação, além de como isso sustentou sua esperança durante o exílio. A metáfora da  mangueira aparece também inúmeras vezes na vida e nos textos do autor.
Nos doze ensaios da obra, Paulo Freire faz críticas a conjuntura política e econômica em que se encontrava o Brasil.

## Histórico
O livro foi originalmente publicado em 1995, no final da vida do autor; Paulo morreria dois anos depois. O livro foi organizado pela historiadora Ana Maria Araújo Freire (Nita), esposa de Paulo Freire. A capa original mostra o autor desenhado, de óculos e barba branca, sentando numa cadeira à frente de uma grande mangueira.
A obra é prefaciada pelo economista Ladislau Dowbor a pedido do autor. Paulo havia lhe pedido um prefácio que permitisse "traçar a ponte entre uma economia que desarticula e uma pedagogia que se quer integradora".
A obra contém doze ensaios com títulos que explicam os temas abordados no livro, tais como Esperança, Neoliberais e Progressistas, Gestão Democrática, entre outros.

Segundo a doutora em educação Andrea Vieira, o escrever "sob a sombra da mangueira" tem o significado de  "abrigo, acolhimento". A sombra "[…] é aquela que nos protege dos algozes para enfim refletirmos de forma endógena sobre a educação enquanto conhecimento científico e suas finalidades, uma vez que a transformação social por meio da consciência crítica deve compor a base estruturante da educação".